# Marmorosphax kaala
Espèce
Statut de conservation UICN

 CR B1ab(i,ii,iii)+2ab(i,ii,iii) : 
En danger critique
Marmorosphax kaala est une espèce de sauriens de la famille des Scincidae.

## Répartition
Cette espèce est endémique de la Province Nord en Nouvelle-Calédonie. Elle se rencontre entre 300 et 900 m d'altitude.

## Étymologie
Cette espèce est nommée en référence au lieu de sa découverte : le mont Kaala.

## Publication originale
- Sadlier, Smith, Bauer & Whitaker, 2009 : Three new species of skink in the genus Marmorosphax Sadlier (Squamata: Scincidae) from New Caledonia. Mémoires du Muséum national d’Histoire naturelle, Zoologia Neocaledonica 6, vol. 198, p. 373-390.